# Man vs Machine
Man vs Machine ist ein Musikalbum von Xzibit.
Man vs Machine erschien 2002 bei Epic Records und Loud Records, damals beide Unterlabel von Sony Music Entertainment Inc., sowie auf Xzibits eigenem Label Open Bar Entertainment und wird dem Genre Rap, spezieller dem West Coast Rap zugerechnet.

## Bedeutung
Man vs Machine ist das vierte Album von Xzibit. Es wurde am 12. November 2002 von der RIAA mit Gold ausgezeichnet. Das Album war geprägt vom Einfluss Dr. Dres und versuchte den Stil des Vorgängeralbums „Restless“ beizubehalten, jedoch wird oft kritisiert, dass es nicht ganz dessen Qualität erreichte, was sich auch in den gesunkenen Verkaufszahlen widerspiegelt.

## Titelliste
1. Release Date (4:04) – Erzählt die Geschichte eines Häftlings, der nach über vier Jahren hinter Gittern in die Freiheit entlassen wird. Xzibit bezieht sich damit auf seinen Bruder, der während der Albumaufnahmen aus dem Gefängnis entlassen wurde.
  - Produziert von Rockwilder
2. Symphony in X Major (3:55) – Der Titel ist ein Wortspiel (zu deutsch = Sinfonie in X Dur). Das X steht für ihn selbst, da er sich kurz X nennt. Sinfonie lässt schon im Titel erkennen, dass das Lied ein Klassik-Sample enthält. Lyrisch handelt es sich um typischen Battle-Rap.
  - Mit Dr. Dre, Traci Nelson, Barbara Wilson, Conessa Owens & Romeo Johnson
  - Produziert von Rick Rock
3. Multiply (4:07) – Battle-Rap
  - Mit Nate Dogg
  - Produziert von Denaun
4. Break Yourself (3:11) – Battle-Rap
  - Mit Truth Hurts
  - Produziert von Rick Rock
5. Heart of Man (4:07) – Xzibit schildert, wie er seine Pflichten im Leben sieht
  - Mit Jelly Roll
  - Produziert von Jelly Roll
  - Enthält Samples von „Africa“ von Toto
6. Harder (4:09) – Ist eine Vorstellung von Xzibits damaliger Gruppe The Golden State Project im Stil von Battle-Rap
  - Mit The Golden State Project & Mami Gunn
  - Produziert von Jelly Roll
7. Paul (0:27)- Skit; Paul Rosenberg hinterlässt eine Nachricht auf Xzibits Anrufbeantworter, in der er kurz dessen extensiven Lebensstil schildert und ihm dann mitteilt, dass er sich bei ihm melden solle und ihm erklären, was los ist
8. Choke Me, Spank Me (Pull My Hair) (3:27) – Geschichte über eine wilde Sex-Nacht
  - Produziert von Dr. Dre
9. Losin’ Your Mind (4:16) – Battle-Rap
  - Mit Snoop Dogg & Traci Nelson
  - Produziert von Dr. Dre
10. BK to LA (4:56) – Im Titel steht BK für Brooklyn, die Herkunft von M.O.P. und LA für Los Angeles, die Herkunft von Xzibit. Lyrisch handelt es sich um typischen Battle-Rap
  - Mit M.O.P
  - Produziert von Ty Fyffe & Tydro
11. My Name (4:31) – Diss an Jermaine Dupri
  - Mit Eminem & Nate Dogg
  - Produziert von Eminem & Luis Resto
12. The Gambler (4:55) – Battle-Rap
  - Mit Anthony Hamilton
  - Produziert von Bink!
13. Missin’ U (5:21) – Xzibit schildert wie sehr er seine Mutter vermisst, die starb, als er 9 Jahre alt war
  - Mit Andre „Dre Boogie“ Wilson
  - Produziert von Rick Rock
14. Right On (3:29) – Battle-Rap
  - Produziert von Erick Sermon
15. Bitch Ass Niggaz (1:43) – Skit; Eddie Griffin erklärt aus seiner Sicht den Begriff Bitch Ass Nigga
16. Enemies (5:00) – Battle-Rap
  - Produziert von J-Beats

Zusätzliche Lieder auf der Bonus-CD der limitierten Auflage
1. My Life, My World – Battle-Rap
  - Mit Traci Nelson
  - Produziert von Bink!
2. What a Mess – Kritik an Rappern, die ausschließlich für Geld Musik machen und dabei nicht auf ihre Aussagen achten
  - Produziert von DJ Premier
3. (Hit U) Where It Hurts – Battle-Rap
  - Produziert von Rockwilder

## Veröffentlichung
Man vs Machine wurde am 1. Oktober 2002 in den USA und am 30. September 2002 in Deutschland veröffentlicht. Es erschien auch in unzähligen anderen Ländern, in denen Sony Music Entertainment Inc. agierte. Die erste Singleauskopplung war Multiply. Darauf folgte Symphony in X Major, dessen B-Seite Choke Me, Spank Me (Pull My Hair) war.

## Kommerzieller Erfolg

### Chartplatzierungen
| ChartsChartplatzierungen       | Höchstplatzierung | Wochen |
| ------------------------------ | ----------------- | ------ |
| Deutschland (GfK)              | 20 (5 Wo.)        | 5      |
| Schweiz (IFPI)                 | 33 (6 Wo.)        | 6      |
| Vereinigte Staaten (Billboard) | 3 (12 Wo.)        | 12     |
| Vereinigtes Königreich (OCC)   | 43 (4 Wo.)        | 4      |

| ChartsJahrescharts (2002)      | Platzierung |
| ------------------------------ | ----------- |
| Vereinigte Staaten (Billboard) | 193         |

### Auszeichnungen für Musikverkäufe
| Land/Region                  | Auszeichnungen für Musikverkäufe (Land/Region, Auszeichnung, Verkäufe) | Verkäufe |
| ---------------------------- | ---------------------------------------------------------------------- | -------- |
| Vereinigte Staaten (RIAA)    | Gold                                                                   | 500.000  |
| Vereinigtes Königreich (BPI) | Silber                                                                 | 60.000   |
| Insgesamt                    | 1× Silber · 1× Gold ·                                                  | 560.000  |

## Besonderes
Die Alkaholiks, langjährige Weggefährten und Mitentdecker von Xzibit, warfen ihm nach dem Erfolg von Restless und während der Arbeiten an Man vs Machine (bei denen sie nicht berücksichtigt wurden) vor, dass er seine Wurzeln vergessen würde. Dies führte zeitweise zu einem Beef der beiden Parteien, der in dem Lied The X Homie von Alkaholiks-Mitglied J-Ro gipfelte. Mittlerweile wurde der Streit jedoch beigelegt, als bei einem Alkaholiks-Konzert Xzibit auf der Bühne erschien und dem Publikum mitteilte, dass die Künstler zusammengehören würden.

## Versionen
Man vs Machine war in vier verschiedenen Versionen erhältlich: Als unzensierte & zensierte CD, als limitierte Auflage mit einer Bonus-CD inklusive drei Bonus-Lieder und als Schallplatte.